# Steve Foster
Stephen Brian Foster (Portsmouth, 1957. szeptember 24. –) angol válogatott labdarúgó.

## Pályafutása

### Klubcsapatban
Portsmouthban született, pályafutását is ott kezdte a Portsmouth FC-ben. Szülővárosa csapatában 1979-ig játszott, ekkor a Brighton & Hove Albion együtteséhez igazolt. A Brigtonban töltött évek alatt bekerült az angol válogatott keretébe és csapatával bejutott az FA-kupa 1983-as döntőjébe, ahol a Manchester United volt az ellenfél. Az első találkozón 2–2-es döntetlent értek el, a megismételt mérkőzésen 4–0 arányban alul maradtak.
Öt szezon után 1984 márciusában az Aston Villához távozott. A birminghami időszaka nem volt túl sikeres és mindössze 8 hónapig játszott az Aston Villában. 1984 novemberében a Luton Town igazolta le, ahol meghatározó szerepet töltött be a védelem tengelyében. Az 1988-as ligakupa döntőjében 3–2-re legyőzték az Arsenált és megnyerték a kupát.
1989-ben a Oxford United csapatához távozott, ahol három szezont töltött. 1992-ben visszatért a Brighton & Hove Albionhoz és itt is fejezte be a pályafutását 1996-ban.

### A válogatottban
1982 és 1984 között 3 alkalommal szerepelt az angol válogatottban. Részt vett az 1982-es világbajnokságon.

## Sikerei, díjai
Brighton & Hove Albion
- Angol labdarúgókupa döntős (1): 1982–83

Luton Town
- Angol ligakupa (1): 1987–88